# Pierrelaye
Pierrelaye – miejscowość i gmina we Francji, w regionie Île-de-France, w departamencie Dolina Oise.
Według danych na rok 1990 gminę zamieszkiwało 6251 osób, a gęstość zaludnienia wynosiła 679 osób/km² (wśród 1287 gmin regionu Île-de-France Pierrelaye plasuje się na 292. miejscu pod względem liczby ludności, natomiast pod względem powierzchni na miejscu 417.).

## Miejscowości partnerskie
- Sásd – Węgry